# Паппу Джадав (борець)
Паппу Джадав (англ. Pappu Jadav; нар. 25 лютого 1974) — індійський борець греко-римського стилю, чемпіон та срібний призер чемпіонатів Азії, учасник двох Олімпійських ігор.

## Життєпис
У 1990 році став чемпіоном світу серед кадетів, а в 1992 році чемпіоном світу серед юніорів. Того ж року за спортивні досягнення був нагороджений премією «Арджуна».

## Спортивні результати на міжнародних змаганнях

### Виступи на Олімпіадах
| Змагання                    | Збірна | Вагова категорія                 | Місце |
| --------------------------- | ------ | -------------------------------- | ----- |
| Літні Олімпійські ігри 1992 | Індія  | греко-римська боротьба, до 48 кг | 8     |
| Літні Олімпійські ігри 1996 | Індія  | греко-римська боротьба, до 52 кг | 17    |

### Виступи на Чемпіонатах Азії
| Змагання                       | Збірна | Вагова категорія                 | Місце  |
| ------------------------------ | ------ | -------------------------------- | ------ |
| Чемпіонат Азії з боротьби 1991 | Індія  | греко-римська боротьба, до 48 кг | 5      |
| Чемпіонат Азії з боротьби 1992 | Індія  | греко-римська боротьба, до 48 кг | Срібло |
| Чемпіонат Азії з боротьби 1993 | Індія  | греко-римська боротьба, до 48 кг | Золото |

### Виступи на змаганнях молодших вікових груп
| Змагання                                      | Збірна | Вагова категорія                 | Місце  |
| --------------------------------------------- | ------ | -------------------------------- | ------ |
| Чемпіонат світу з боротьби серед кадетів 1990 | Індія  | греко-римська боротьба, до 51 кг | Золото |
| Чемпіонат світу з боротьби серед юніорів 1992 | Індія  | греко-римська боротьба, до 50 кг | Золото |